# Себастьян де Бурбон
Себастьян де Бурбон (исп. Sebastián Gabriel de Borbón y Braganza; 4 ноября 1811[…], Рио-де-Жанейро — 11 января 1875, По) — инфант Испании и Португалии, родоначальник герцогских домов Эрнани, Марчена, Ансола и Дуркаль. Во время Первой карлистской войны (1833—1839) поддержал карлистов, возглавляя их войска в нескольких сражениях.

## Биография
Себастьян родился в 1811 году в Рио-де-Жанейро, где его семья проживала во время нашествия Наполеона Бонапарта, и был единственным ребёнком инфанта Педро Карлоса де Бурбона и инфанты Марии Терезы Португальской, старшей дочери короля Португалии Жуана VI. Отец Себастьяна, умерший вскоре после его рождения, был внуком короля Испании Карла III по мужской линии и правящей королевы Португалии и Бразилии Марии I по женской. Вскоре после рождения Себастьян получил титул инфанта Португалии и Бразилии. Поскольку по мужской линии он был слишком дальним потомком королей Испании, инфантом этой страны по рождению он не был, получив этот титул только в 1824 году от Фердинанда VII. Себастьян оставался в Бразилии до 1821 года.
После того, как Себастьян и его мать поддержали карлистов в династическом конфликте, переросшем в гражданскую войну, 17 января 1837 года, декретом кортесов, ратифицированным регентшей Марией Кристиной они были исключены из испанского престолонаследия. В 1838 году его мать вышла замуж за Дона Карлоса Старшего, основного претендента карлистов. Себастьян принял участие во второй осаде Бильбао и возглавил северную армию карлистов 30 декабря 1836 года. В марте 1837 года он победил Британский Легион под командованием Джорджа де Ласи Эванса при Ориаменди, однако был отставлен в конце того же года.
В 1839 году Себастьян поселился в Неаполе, где проживал вместе со своей женой Марией Амалией Бурбон-Сицилийской (1818—1857). Этот брак был бездетен. 
Вторым браком Себастьян сочетался 19 ноября 1860 года со своей кузиной Марией Кристиной (1833—1902), дочерью Франсиско де Паула, родного брата короля Фердинанда VII, и Луизы Карлоты Бурбон-Сицилийской. Благодаря этому браку Себастьян был восстановлен в своих правах. Однако после свержения монархии в 1868 году, семья Дона Себастьяна была вынуждена оставить Испанию и укрыться во Франции, там, в По он и умер в 1875 году.
В браке с Марией Кристиной Себастьян де Бурбон имел 5 детей:
- Франциско Мария де Бурбон (1861—1923), герцог Марчена
  - Мария Кристина де Бурбон и Мугиру, II Герцогиня Марчена (1889-1981)
  - Елена де Бурбон и Мугиро (1890-1909), замужем не была, умерла молодой
  - Мария де Лос Анхелес де Бурбон и Мугиро (1895-1964)
- Педро де Алькантра де Бурбон (1862—1892), герцог де Дуркаль
  - Мария Кристина де Бурбон и Мадан (1886-1985)
  - Мария Пия де Бурбон и Мадан (1888-1969)
  - Фернандо Себастьян де Бурбон и Мадан (1891-1944)
- Луис де Хесус де Бурбон (1864—1889), герцог Ансола:
  - Луис Альфонсо де Бурбон и Бернальдо де Кирос (1887 года - 1942 года), II герцог Ансола
  - Манфредо Луис де Бурбон и Бернальдо де Кирос (1889 - 1979), герцог Эрнани и III Ансола, II маркиз Атарфе . Возможно, он был не сыном герцога, а рожденным от отношений его матери с Мануэлем Мендесом де Виго, который впоследствии стал ее вторым мужем.
- Альфонсо Мария де Бурбон-Браганса и Бурбон (1866—1934), не принял положенный ему дворянский титул и жил в удалении от семьи, не покидая Родину даже во время Второй Испанской Республики и умер в Мадриде.
- Габриель де Хесус Бурбон-Браганса и Бурбон (1869—1889), был глухонемым от рождения и умер молодым.

30 ноября 1845 года был награждён орденом Св. Андрея Первозванного.